# Lieoux
Lieoux är en kommun i departementet Haute-Garonne i regionen Occitanien i södra Frankrike. Kommunen ligger i kantonen Saint-Gaudens som tillhör arrondissementet Saint-Gaudens. År 2022 hade Lieoux 126 invånare.

## Befolkningsutveckling
Antalet invånare i kommunen Lieoux
Referens:INSEE